# Asota anawa
Asota anawa là một loài bướm đêm trong họ Erebidae.